# 間䱻
间䱻（学名：Hemibarbus medius）为輻鰭魚綱鯉形目鲤科䱻屬的鱼类。在中国，分布于华南及西南部分地区各水系等，多生活于江河湖泊缓流区。该物种的模式产地在海南海口、金江。本魚身體斑點不存在於成魚。延長的身體有些微中凸的背面輪廓。頭長略微長度超過體高，吻的長度等於眼眶後的頭長，唇發展良好，下唇的側葉狹窄的，沒有摺層，體長可達19.9公分。

## 扩展阅读
維基物種上的相關：间䱻